# Семенюк Микола Іванович
Мико́ла Іва́нович Семеню́к (1973—2019) — молодший сержант Збройних сил України, учасник російсько-української війни.

## Життєпис
Народився 1973 року в селі Леляки (Жмеринський район, Вінницька область). Закінчив Жмеринське ВПУ, здобув фах столяра. Працював на різних роботах, останнім часом — на Браїлівському цегельному заводі. Полюбляв риболовлю. Від 2005 року мешкав у смт Браїлів.
На війні з 2014 року; молодший сержант, заступник командира бойової машини — навідник-оператор 7-ї «шаленої» механізованої роти, 3-й механізований батальйон 72-ї бригади. 30 березня 2016 року підписав контракт.
Брав участь у боях біля Старогнатівки, у промзоні Авдіївки, на Світлодарській дузі. 2 березня 2017-го під час обстрілу під Авдіївкою витягнув двох побратимів з БМП, яка загорілася. Брав участь у взятті позицій «Орел» під Авдіївкою.
14 січня 2019 року в післяобідню пору загинув від несумісних з життям вогнепальних поранень поблизу селища Гладосове (Бахмутський район) під час обстрілу з великокаліберного кулемету із боку окупованої частини смт Зайцеве.
18 січня 2019-го відбулося прощання в Браїлові та Жмеринці. Похований на Леляцькому кладовищі Жмеринки під вигуки «Герої не вмирають!» та сальви з автоматів.
Без Миколи лишились батьки, брат, дружина та двоє синів — 2004 і 2006 р.н.

## Нагороди та вшанування
- Указом Президента України № 897/2019 від 11 грудня 2019 року, «за особисту мужність і самовідданість, виявлені під час бойових дій, зразкове виконання військового обов'язку», нагороджений орденом «За мужність» III ступеня (посмертно)[3].
- Вшановується в меморіальному комплексі «Зала пам'яті», в щоденному ранковому церемоніалі 14 січня[4][5].